# I labirinti di Atene
I labirinti di Atene è una raccolta di otto racconti polizieschi dello scrittore greco Petros Markarīs che toccano il tema dell'immigrazione, pubblicata nel 2004.

## Trama
Le storie hanno come protagonisti albanesi, bosniaci, bulgari, russi, pachistani, tutti coinvolti in casi di cronaca nera sui quali indaga il commissario della polizia di Atene Kostas Charitos, il personaggio che ha dato successo allo scrittore greco. 
Dalle pagine dei racconti emerge la diffidenza nei confronti degli extracomunitari, visti come ladri, assassini o imbroglioni.
I racconti sono tutti ambientati ad Atene (la traduzione del titolo originale della raccolta è Atene capitale dei Balcani) e sono citate vie e piazze della capitale greca, vista come luogo malfamato, violento, estremamente pericoloso di notte e come "paradiso" brulicante di gente e attività di giorno.